# Lange Heide
Lange Heide is een buurtschap in de gemeente Peel en Maas, in de Nederlandse provincie Limburg. Tot 2010 viel deze onder de gemeente Meijel.
Lange Heide ligt ongeveer anderhalve kilometer ten noordoosten van het dorp Maasbree. Naar het zuidwesten ligt de buurtschap Korte Heide.
In Lange Heide staat de Mariakapel.
Dorpen: Baarlo · Beringe · Egchel · Grashoek · Helden · Kessel · Kessel-Eik · Koningslust · Maasbree · Meijel · Panningen

Buurtschappen: Belgenhoek · Berg · Bong · Broek · Dekeshorst · Dijk · Donk (Kessel) · Donk (Meijel) · Driessen · Dubbroek · Egchelheide · Everlo · Groeze · 't Heeske · Hei (Baarlo) · Hei (Kessel) · Heldensedijk · Hof · In de Hoeven · Hert · Hout · Houthei · Houwenberg · Hub · Katsberg · Kaumeshoek · De Kievit · Korte Heide · Keup · Laagheide · Laar · Lange Heide · Lang Hout · Langstraat · Leeuwerik · Loo · Maris · Molenbaan · Molenhuizen · Nederweerterdijk · Onder en Eindt · Oyen · Platveld · Rinkesfort · Roggelsedijk · 't Rooth · Schafelt · Siberië · Soeterbeek · Spiesberg · Spurkt · Steenoven · Tongerlo · Vergelt · Vieruitersten · Vliegert · Vosberg · Vliegert · Witdonk · Zandberg (Helden) · Zandberg (Maasbree) · Zelen

Limburg: Steden en dorpen      Nederland: Provincies · Gemeenten